# Percy Howard Newby
Percy Howard Newby, znany jako P. H. Newby, (ur. 25 czerwca 1918 w hrabstwie Sussex, zm. 6 września 1997) - pisarz angielski. Laureat nagrody Somerset Maugham Award w 1948 za powieść "A Journey to the Interior". Otrzymał pierwszą nagrodę Bookera w 1969 za powieść "Something to Answer For", obecnie zapomnianą. Za pracę na stanowisku Dyrektora Generalnego Radia BBC przyznano mu Order Imperium Brytyjskiego.
Jedyną książką Newby'ego dostępną po polsku jest Łąka pod śniegiem (The Snow Pasture), wydana w 1961 przez PIW.

## Twórczość

### Powieści
- A Journey to the Interior (1945)
- Agents and Witnesses (1947)
- Mariner Dances (1948)
- The Loot Runners (1949)
- The Snow Pasture (1949) - Łąka pod śniegiem (1961)
- The Young May Moon (1950)
- A Season in England (1951)
- A Step to Silence (1952)
- The Retreat (1953)
- Picnic at Sakkara (1955)
- Revolution and Roses (1957)
- Ten Miles From Anywhere (1958)
- A Guest and His Going (1960)
- The Barbary Light (1962)
- One of the Founders (1965)
- Spirit of Jem (1967)
- Something to Answer for (1968)
- A Lot to Ask (1973)
- Kith (1977)
- Feelings Have Changed (1981)
- Leaning in the Wind (1986)
- Coming in with the Tide (1991)
- Something About Women (1995)

### Pozycje niebeletrystyczne
- Maria Edgeworth (1950)
- The Novel, 1945-1950 (1951)
- The Uses of Broadcasting (1978)
- The Egypt Story (1979)
- Warrior Pharaohs (1980)
- Saladin in His Time (1983)